# Міжнародна комісія з великих гребель
Міжнародна комісія з великих гребель, МКВГ (англ. International Commission on Large Dams, ICOLD) – міжнародна неурядова організація, що сприяє взаємообміну науковими розробками і передовими практиками з експлуатації гребель.

## Історія створення
Будування гребель і гідротехніка почали розвиватися з давніх-давен в зв'язку з необхідністю водопостачання та зрошення полів при землеробстві. В процесі розвитку цивілізації виникла більша потреба у водопостачанні, іригації, захисту від повеней, навігації, контролю якості води та атмосферних опадів, енергетичному забезпеченні.
Греблі зводилися при будівництві гідросилових установок, гідроелектростанцій. Гідроелектроенергетика стимулювала збільшення розмірів і удосконалення конструкцій гребель, зведення гідровузлів на багатоводних річках. Греблі впливають на розвиток і управління розвитком водних ресурсів басейнів річок. Багатоцільова гребля є важливим проектом для країн, що розвиваються, тому що населення отримує внутрішні та економічні вигоди від інвестицій.
1928р. – заснована Міжнародна комісія з великих гребель.
Головною метою створеної Комісії було заохочення науково-практичних досліджень з проектування, будівництва, експлуатації та технічного обслуговування великих гребель, що мають висоту 15 і більше метрів, а також складне конструктивне виконання. Комісія займалася аналітичними дослідженнями технічних питань, збираючи, аналізуючи та поширюючи результати для керівництва і впровадження в процеси роботи.
У 60-70-х роках діяльність МКВГ націлена на вирішення поточних проблем: забезпечення безпечного функціонування гребель, моніторинг за станом старих дамб і водоскидних споруд, ступенем зносу, продуктивністю гідроспоруд, впливу на екологію.
1958р. – МКВГ створює Всесвітній реєстр гребель (ВРП) – глобальну базу інформаційних відомостей про греблі.
На сьогоднішній день новими цілями ICOLD є: зниження витрат на етапах планування, виділення фінансів, підготовка проектів і будівництво гребель, освоєння транскордонних річок, інформаційне забезпечення населення.

## Роль і функції
МКВГ – провідна міжнародна неурядова професійна організація, діяльність якої спрямована на використання наукові досягнення на всіх етапах зведення гребель, сприяти сталому розвитку, ефективного управління, раціонального використання водних ресурсів в енергетичному секторі.
Функції ICOLD:
- забезпечує раціональне використання гідроресурсів, знижуючи негативний вплив на екологію регіонів при будівництві гребель;
- розробляє і встановлює стандарти, керівні принципи для забезпечення стійкості і екологічної безпеки гідротехнічних споруд;
- здійснює професійну підготовку фахівців, що забезпечують безперебійну роботу великих гребель;
- контролює використання транскордонних річок для будівництва гребель, враховуючи інтереси всіх країн річкового басейну;
- інформує населення з широкого кола питань, пов'язаних з греблями;
- регулює витрати і фінансування на всіх етапах життєвого циклу великих гребель;
- допомагає державам у вирішенні глобальних цілей, спрямованих на ефективне управління світовими водними та енергетичними гідроресурсів;
- відповідає за Всесвітній реєстр гребель, який є глобальною базою даних по греблях, оновлюючи і покращуючи її, ґрунтуючись на відомостях, отриманих від національних комітетів МКВГ.

## Члени
Членами Міжнародної комісія з великих гребель є 92 держави, представлені національними комітетами і близько 10 000 членів, що беруть участь на індивідуальній основі.
Під час проведення 78-го зібрання МКВГ 26 травня 2010 року. у Ханої відбулося засідання виконавчого комітету (адміністративних зборів), на якому Всеукраїнська громадська організація «Український комітет з великих гребель» була прийнята в члени ICOLD.

## Див також
- Гребля
- Дніпровська ГЕС
- Каскад гідроелектростанцій на Дніпрі
- Дністровський каскад ГЕС
- Членство України в міжнародних організаціях